# エリス (バンド)
エリス（Elis）は、リヒテンシュタイン侯国のゴシックメタル/ゴシックドゥーム・バンド。

## 概要
前身バンド Erben der Schöpfung が2000年に結成され、シングル「Elis」とアルバム「Twilight」を発表する。しかしバンドは2003年に分裂し、新たにエリスが結成される。エリスはナパーム・レコードと契約してアルバム「God's Silence, Devil's Temptation」を発表。続くアルバム「Dark Clouds in a perfect Sky」は高い評価を得て、ヨーロッパ・ツアーも実現した。
しかしリハーサルを行っていた2006年7月7日にサビーネ・デュンサーが脳出血で倒れ、翌日搬送先の病院にて夭逝した。その後、新ボーカルとして、サンドラ・シュルレが加入した。

## メンバー

### 現メンバー
- ピート・シュトライト Pete Streit - ギター
- クリスチャン・グルーバー Chris Gruber - ギター
- トム・ザクサー Tom Saxer - ベース
- マックス・ネシャー Max Naescher - ドラムス
- サンドラ・シュルレ Sandra Schleret - ボーカル

### 旧メンバー
- サビーネ・デュンサー Sabine Dünser - ボーカル
- Jürgen Broger - ギター
- René Marxer - ドラムス
- Franco "Franky" Koller - ドラムス

## ディスコグラフィ

### アルバム
- God's Silence, Devil's Temptation (2003)
- Dark Clouds in a perfect Sky (2004)
- グリーフシアー Griefshire (2006)
- カタルシス Catharsis (2009)

### シングル
- Show Me the Way (2007)